# محمود أباد غودلر
محمود أباد غودلر هي قرية في مقاطعة هريس، إيران. في تعداد عام 2006، لوحظ وجودها، ولكن لم يتم الإبلاغ عن سكانها.